# 掲西県
掲西県（けいせいけん）は中華人民共和国広東省掲陽市に位置する県。

## 歴史
1965年に掲陽県西部及び陸豊県の一部を再編し、掲西県が設置された。

## 行政区画
下部に1街道、15鎮、1郷を管轄する
- 街道
  - 河婆街道
- 鎮
  - 竜潭鎮、南山鎮、五経富鎮、京渓園鎮、灰寨鎮、塔頭鎮、東園鎮、鳳江鎮、棉湖鎮、金和鎮、大渓鎮、銭坑鎮、坪上鎮、五雲鎮、上砂鎮
- 郷
  - 良田郷

## 交通

### 道路
- 高速道路
  -  甬莞高速道路（中国語版）
  -  汕湛高速道路（中国語版）
  -  梅汕高速道路（中国語版）
- 国道
  - G235国道（中国語版）
  - G238国道（中国語版）